# Afroablepharus
Afroablepharus is een geslacht van hagedissen uit de familie skinken (Scincidae). De wetenschappelijke naam van de groep werd voor het eerst voorgesteld door Allen E. Greer in 1974. Het geslacht wordt sinds 2016 meer erkend, de soorten die tot deze groep behoorden worden tegenwoordig tot het geslacht Panaspis gerekend.